# Alan Berg
Alan Harrison Berg (Chicago, Illinois; 1 de enero de 1934–Denver, Colorado; 18 de junio de 1984) fue un abogado judío estadounidense y locutor de un programa de radio en Denver.
Berg era conocido por sus opiniones mayoritariamente liberales. Sus programas podrían recibirse en más de 30 estados. Finalmente fue contratado por KOA y debutó el 23 de febrero de 1981. Trabajó en KOA hasta su asesinato el 18 de junio de 1984. Berg fue asesinado a tiros en la entrada de su casa en Denver por miembros del grupo paramilitar supremacista La Orden a la edad de 50 años. 

## En la cultura popular
- La obra de Steven Dietz titulada God's Country (1988) se basa en el incidente de su muerte.
- La película Betrayed (1988) se basa en el incidente de su muerte.
- La película del director Oliver Stone Hablando con la muerte - Talk Radio (1988) también se inspiró en la muerte de Berg, interpretado por Eric Bogosian.[3]
- En el libro Talked to Death: The Life and Murder of Alan Berg de Stephen Singular, fueron narrados su vida y su muerte.
- En la película La Orden (2024) del director Justin Kurzel, basada en el grupo La Orden, aparece Berg interpretado por el actor Marc Maron. [4]